# Micha Rau
Micha Rau (* 14. August 1957 in Berlin) ist ein deutscher Autor. 

## Leben
Micha Rau ist Verfasser von Kinderbüchern, Romanen, Kurz- und Reisegeschichten, Ratgebern, Essays und Artikeln. Zudem hat Rau als Lektor und Rezensent gearbeitet. 2005 gewann er mit seinem Roman „Der zweite Koffer“ den Wettbewerb der Agentur Writemovies in Hollywood in der Kategorie „Bester Roman“. Als Kinderbuchautor ist er für seine Fantasyreihe um die Figur „Tommy Garcia“ bekannt.

## Veröffentlichungen
- 2002: "Tommy Garcia und das Buch der Gaben"
- 2004: "Tommy Garcia und die Mumie von Sakkara"
- 2004: "Sandy und Gina Down Under"
- 2007: "Tommy Garcia. Das Buch der Gaben" (2002 unter “Tommy Garcia und das Buch der Gaben” erschienen)
- 2008: "Tommy Garcia. Die Maske des Pharaos" (2004 unter „Tommy Garcia und die Mumie von Sakkara“ erschienen)
- 2008: "Wie man ein wirklich gutes Kinderbuch schreibt"
- 2009: "Das Ding im Atlas"